# 1840 en santé et médecine
| Années de la santé et de la médecine : 1837 - 1838 - 1839 - 1840 - 1841 - 1842 - 1843    |
| Décennies de la santé et de la médecine : 1810 - 1820 - 1830 - 1840 - 1850 - 1860 - 1870 |

Cet article présente les faits marquants de l'année 1840 en santé et médecine.

## Événements
- Louis René Villermé (1782-1863) publie le Tableau de l'état physique et moral des ouvriers employés dans les manufactures[1] qui est à l'origine de la loi de 1841 limitant le travail des enfants[2] et de celle de 1850 sur la location de logements insalubres.
- Jakob Heine distingue clairement la poliomyélite de la paralysie cérébrale infantile et de l'hémiplégie. Il émet l'hypothèse du caractère épidémique de la maladie et suggère la localisation des lésions dans la corne antérieure de la moelle spinale[3].

## Prix
- Louis Tanquerel des Planches reçoit le prix Montyon.

## Naissances
- 28 avril : Alexandre Elzéar Layet (mort en 1916), médecin principal de la Marine française[4].
- 24 juin : Émile Duclaux (mort en 1904), physicien, biologiste et chimiste français, successeur de Pasteur à la direction de l'institut du même nom[5].
- Ernest Onimus (mort en 1915), médecin français[6],[7].

## Décès
- 3 mars :  Hippolyte Cloquet (né en 1787), médecin et naturaliste français[8].
- 7 mai : Louis-Antoine Planche (né en 1776), pharmacien français[9],[10].
- 31 août : Giuseppangelo Fonzi (né en 1768), chirurgien-dentiste et prothésiste dentaire italien[11].
- 4 octobre : Valeriano Luigi Brera (né en 1772), médecin et pathologiste italien[12].
- 2 novembre : Anthony Carlisle (né en 1768), chirurgien anglais[13].
- 12 décembre : Jean-Étienne Esquirol (né en 1772), psychiatre français[14].
- 27 décembre : Augustin Jacob Landré-Beauvais (né en 1772), chirurgien français[15].